# Коготково (Скопин)
Коготко́во — микрорайон города Скопина (Рязанская область). Население — 1060 человек. Назван в честь шахтёра Николая Гавриловича Коготкова.

## История
Населённый пункт был образован в 1929 году как железнодорожная станция на месте скрещения путей, построенных в рамках увеличения добычи угля из месторождений Подмосковного угольного бассейна, а также для обслуживания Центральной Скопинской электростанции и, впоследствии, ряда близлежащих предприятий. Осуществлялось и пассажирское движение. С 1979 года через станцию Коготково велось обслуживание Рязанской ГРЭС. С 2004 года — микрорайон города Скопин.

## Географическое положение
Микрорайон расположен в Рязанской области в 1 км к югу от города Скопина. В непосредственной близости располагаются село Корневое Скопинского района, а также микрорайон Октябрьский и деревня Гуменки, входящие в состав г.Скопина. Восточнее населённого пункта протекает река Вёрда, севернее — её приток, Старый Келец.

## Учреждения
- Скопинское предприятие промышленного железнодорожного транспорта (с 2011 года не действует, железнодорожные пути разобраны)
- Коготковский комбикормовый завод
- Коготковская СОШ (была закрыта в 2011 году, последующие годы была продана)

## Транспорт
Коготково — бывший железнодорожный узел, располагавшийся на скрещении участков Комсомольский-Коготково и ст. Вослебово-Побединка.
Вблизи микрорайона проходит автомобильная дорога Скопин — Милославское, курсируют различные автобусы и маршрутные такси.
Неподалёку от микрорайона располагается место под названием Могила Аксая.